# Gran Premio motociclistico d'Austria 1978
Il Gran Premio motociclistico d'Austria fu il terzo appuntamento del motomondiale 1978.
Si svolse il 30 aprile 1978 a Salisburgo alla presenza di circa 100.000 spettatori, e corsero le classi 125, 350, 500 e sidecar. Erano presenti 183 corridori provenienti da 22 paesi diversi.
In 500 Kenny Roberts non ebbe rivali per la vittoria.
Prima vittoria per la Kawasaki in 350 grazie a Kork Ballington. Non qualificati Walter Villa e Mario Lega.
Il duello tra Eugenio Lazzarini e Harald Bartol in 125 andò a favore del pesarese.
Rolf Biland suscitò scalpore nei sidecar presentandosi alle prove con un mezzo rivoluzionario, il BEO Imagine 77A, che per le sue soluzioni tecniche (motore posteriore, due ruote motrici, passeggero seduto e inattivo) era più simile a una vettura che a un sidecar tradizionale. Lo svizzero non corse però con questo mezzo, preferendogli un sidecar più convenzionale con il quale vinse il GP grazie al ritiro di Werner Schwärzel.

## Classe 500
36 piloti alla partenza, 19 al traguardo.

### Arrivati al traguardo
| Pos | Pilota            | Moto   | Tempo      | Punti |
| --- | ----------------- | ------ | ---------- | ----- |
| 1   | Kenny Roberts     | Yamaha | 48' 30" 30 | 15    |
| 2   | Johnny Cecotto    | Yamaha | +16" 46    | 12    |
| 3   | Barry Sheene      | Suzuki | +46" 23    | 10    |
| 4   | Marco Lucchinelli | Suzuki | +1' 13" 76 | 8     |
| 5   | Teuvo Länsivuori  | Suzuki | +1' 17" 34 | 6     |
| 6   | Michel Rougerie   | Suzuki | +1 giro    | 5     |
| 7   | Wil Hartog        | Suzuki | +1 giro    | 4     |
| 8   | Boet van Dulmen   | Suzuki | +1 giro    | 3     |
| 9   | Gianfranco Bonera | Suzuki | +1 giro    | 2     |
| 10  | Bruno Kneubühler  | Suzuki | +1 giro    | 1     |
| 11  | Philippe Coulon   | Suzuki | +1 giro    |       |
| 12  | Leslie van Breda  | Suzuki | +1 giro    |       |
| 13  | Helmut Kassner    | Suzuki | +1 giro    |       |
| 14  | Jürgen Steiner    | Suzuki | +2 giri    |       |
| 15  | Franz Heller      | Suzuki | +2 giri    |       |
| 16  | Bosse Granath     | Suzuki | +2 giri    |       |
| 17  | Markku Matikainen | Suzuki | +2 giri    |       |
| 18  | Franz Rau         | Suzuki | +2 giri    |       |
| 19  | Michael Schmid    | Suzuki | +2 giri    |       |

### Ritirati
| Pilota                | Moto   | Motivo ritiro           |
| --------------------- | ------ | ----------------------- |
| Steve Baker           | Suzuki | caduta                  |
| Virginio Ferrari      | Suzuki | problemi al motore      |
| Pat Hennen            | Suzuki | problemi all'accensione |
| John Newbold          | Suzuki | problemi al motore      |
| Alex George           | Suzuki | problemi al motore      |
| Takazumi Katayama     | Yamaha | problemi al motore      |
| Carlos de San Antonio | Suzuki | problemi al motore      |
| Werner Nenning        | Suzuki | problemi al motore      |
| Jean-Philippe Orban   | Suzuki | incidente               |
| Steve Parrish         | Suzuki | perdita d'acqua         |
| Walter Villa          | Suzuki | problemi al motore      |
| Jack Middelburg       | Suzuki | problemi al motore      |
| Max Wiener            | Suzuki | problemi al motore      |
| Jon Ekerold           | Suzuki | problemi al motore      |
| Børge Nielsen         | Suzuki |                         |
| Hans Braumandl        | Suzuki |                         |

### Non qualificati
| Pilota         | Moto   |
| -------------- | ------ |
| Herbert Prügl  | Suzuki |
| Jack Findlay   | Suzuki |
| Chas Mortimer  | Yamaha |
| Víctor Palomo  | Suzuki |
| Kaj Jensen     | Suzuki |
| Peter Sjöström | Suzuki |

## Classe 350
36 piloti alla partenza, 22 al traguardo.

### Arrivati al traguardo
| Pos | Pilota             | Moto     | Tempo      | Punti |
| --- | ------------------ | -------- | ---------- | ----- |
| 1   | Kork Ballington    | Kawasaki | 50' 38" 28 | 15    |
| 2   | Franco Uncini      | Yamaha   | +14" 37    | 12    |
| 3   | Takazumi Katayama  | Yamaha   | +18" 19    | 10    |
| 4   | Jon Ekerold        | Yamaha   | +46" 73    | 8     |
| 5   | Olivier Chevallier | Yamaha   | +59" 64    | 6     |
| 6   | Michel Rougerie    | Yamaha   | +1' 05" 34 | 5     |
| 7   | Gregg Hansford     | Kawasaki | +1' 12" 82 | 4     |
| 8   | Pentti Korhonen    | Yamaha   | +1' 13" 94 | 3     |
| 9   | Victor Soussan     | Yamaha   | +1' 14" 11 | 2     |
| 10  | Gianfranco Bonera  | Yamaha   | +1' 14" 34 | 1     |
| 11  | Patrick Fernandez  | Yamaha   | +1' 14" 67 |       |
| 12  | Chas Mortimer      | Yamaha   | +1' 18" 98 |       |
| 13  | John Dodds         | Yamaha   | +1 giro    |       |
| 14  | Edi Stöllinger     | Yamaha   | +1 giro    |       |
| 15  | Michel Frutschi    | Yamaha   | +1 giro    |       |
| 16  | Kenny Blake        | Yamaha   | +1 giro    |       |
| 17  | Roland Freymond    | Yamaha   | +1 giro    |       |
| 18  | Ernst Fagerer      | Yamaha   | +1 giro    |       |
| 19  | Leslie van Breda   | Yamaha   | +1 giro    |       |
| 20  | Josef Hage         | Yamaha   | +1 giro    |       |
| 21  | Franco Solaroli    | Yamaha   | +1 giro    |       |
| 22  | Peter Baláž        | Yamaha   | +1 giro    |       |

### Ritirati
| Pilota             | Moto       | Motivo ritiro |
| ------------------ | ---------- | ------------- |
| Pekka Nurmi        | Yamaha     |               |
| Christian Sarron   | Yamaha     |               |
| José Cecotto       | Yamaha     |               |
| Tom Herron         | Yamaha     |               |
| Richard Hubin      | Yamaha     |               |
| Leif Gustafsson    | Yamaha     |               |
| Bruno Kneubühler   | Yamaha     |               |
| Patrick Pons       | Yamaha     |               |
| Ray Quincey        | Yamaha     |               |
| János Drapál       | Yamaha     |               |
| Anton Mang         | Kawasaki   | caduta        |
| Mick Grant         | Kawasaki   |               |
| Paolo Pileri       | Morbidelli |               |
| Pierluigi Conforti | Morbidelli |               |

### Non qualificati
| Pilota           | Moto            |
| ---------------- | --------------- |
| Bosse Granath    | Yamaha          |
| John Newbold     | Yamaha          |
| Eero Hyvärinen   | Yamaha          |
| Gianni Rolando   | Yamaha          |
| Walter Villa     | Harley-Davidson |
| Mario Lega       | Morbidelli      |
| Jack Middelburg  | Yamaha          |
| Walter Hoffmann  | Yamaha          |
| Franz Rau        | Yamaha          |
| Ron Kirkham      | Yamaha          |
| Alex George      | Yamaha          |
| Børge Nielsen    | Yamaha          |
| Eddie Roberts    | Yamaha          |
| Ermanno Giuliano | Yamaha          |
| Víctor Palomo    | Yamaha          |
| Árpád Juhos      | Yamaha          |

## Classe 125
36 piloti alla partenza, 17 al traguardo.

### Arrivati al traguardo
| Pos | Pilota                 | Moto       | Tempo      | Punti |
| --- | ---------------------- | ---------- | ---------- | ----- |
| 1   | Eugenio Lazzarini      | MBA        | 47' 23" 66 | 15    |
| 2   | Harald Bartol          | Morbidelli | +2" 23     | 12    |
| 3   | Pier Paolo Bianchi     | Minarelli  | +28" 74    | 10    |
| 4   | Thierry Espié          | Motobécane | +34" 18    | 8     |
| 5   | Pierluigi Conforti     | MBA        | +34" 70    | 6     |
| 6   | Per-Edvard Carlsson    | Morbidelli | +1' 01" 55 | 5     |
| 7   | Hans Müller            | Morbidelli | +1' 03" 98 | 4     |
| 8   | Matti Kinnunen         | Morbidelli | +1' 04" 69 | 3     |
| 9   | Jean-Louis Guignabodet | Morbidelli | +1' 11" 17 | 2     |
| 10  | Ricardo Tormo          | Bultaco    | +1' 14" 37 | 1     |
| 11  | Patrick Plisson        | Morbidelli | +1' 36" 00 |       |
| 12  | Thierry Noblesse       | Morbidelli | +1' 36" 30 |       |
| 13  | Stefan Dörflinger      | Morbidelli | +1 giro    |       |
| 14  | Felice Agostini        | Morbidelli | +1 giro    |       |
| 15  | Johann Parzer          | Morbidelli | +1 giro    |       |
| 16  | Ernst Fagerer          | Morbidelli | +1 giro    |       |
| 17  | August Auinger         | Morbidelli | +1 giro    |       |

### Ritirati
| Pilota              | Moto       | Motivo ritiro |
| ------------------- | ---------- | ------------- |
| Cees van Dongen     | Morbidelli |               |
| Maurizio Massimiani | Morbidelli |               |
| Gert Bender         | Bender     |               |
| Rolf Blatter        | Morbidelli |               |
| Hans-Jürgen Hummel  | Morbidelli |               |
| Peter Baláž         | Morbidelli |               |
| Zbyněk Havrda       | Morbidelli |               |
| Walter Koschine     | Bender     |               |
| Aldo Pero           | Morbidelli |               |
| Bernd Schneider     | Bender     |               |
| Karl Fuchs          | Morbidelli |               |
| Clive Horton        | Morbidelli |               |
| Benga Johansson     | Morbidelli |               |
| Manfred Kugler      | Morbidelli |               |
| Hagen Klein         | Morbidelli |               |
| Michael Schmid      | Morbidelli |               |
| Claudio Lusuardi    | Morbidelli |               |
| Ángel Nieto         | Bultaco    |               |
| Ivan Palazzese      | Morbidelli |               |

### Non qualificati
| Pilota            | Moto       |
| ----------------- | ---------- |
| Auno Hakala       | Morbidelli |
| Alain Pellet      | Morbidelli |
| Ron Kirkham       | Morbidelli |
| Bernd Lauermann   | Morbidelli |
| Fabrizio Frollani | Morbidelli |

## Classe sidecar
20 equipaggi alla partenza, 13 al traguardo.

### Arrivati al traguardo
| Pos | Pilota               | Passeggero           | Moto          | Tempo      | Punti |
| --- | -------------------- | -------------------- | ------------- | ---------- | ----- |
| 1   | Rolf Biland          | Williams             | TTM-Yamaha    | 46' 19" 30 | 15    |
| 2   | Malcolm Hobson       | Kenny Birch          | Schmid-Yamaha | +17" 72    | 12    |
| 3   | Alain Michel         | Stuart Collins       | Seymaz-Yamaha | +17" 86    | 10    |
| 4   | George O'Dell        | Cliff Holland        | Seymaz-Yamaha | +17" 86    | 8     |
| 5   | Bruno Holzer         | Karl Meierhans       | LCR-Yamaha    | +1' 21" 42 | 6     |
| 6   | Göte Brodin          | Per-Erik Wickström   | Windle-Yamaha | +1' 26" 83 | 5     |
| 7   | Wolfgang Stropek     | Karl Altrichter      | Schmid-Yamaha | +1 giro    | 4     |
| 8   | Hermann Huber        | Bernhard Schappacher | König         |            | 3     |
| 9   | Klaus Sprengel       | Manfred Kürnsteiner  | Suzuki        |            | 2     |
| 10  | Otto Haller          | Rainer Gundel        | Yamaha        | +2 giri    | 1     |
| 11  | Ernst Trachsel       | Andreas Stäger       | TTM-Suzuki    | +3 giri    |       |
| 12  | Jock Taylor          | Lewis Ward           | Windle-Yamaha |            |       |
| 13  | Jean-François Monnin | Philippe Miserez     | Seymaz-Yamaha | +5 giri    |       |

### Ritirati
| Pilota           | Passeggero         | Moto          | Motivo ritiro |
| ---------------- | ------------------ | ------------- | ------------- |
| Werner Schwärzel | Andreas Huber      | ARO-Fath      |               |
| Rolf Steinhausen | Wolfgang Kalauch   | Seymaz-Yamaha |               |
| Hermann Schmid   | Kenny Arthur       | Schmid-Yamaha |               |
| Walter Ohrmann   | Bernd Grube        | Yamaha        |               |
| Egbert Streuer   | Johan van der Kaap | Schmid-Yamaha |               |
| Kalevi Rahko     | Kari Laatikainen   | Yamaha        |               |

## Fonti e bibliografia
- El Mundo Deportivo, 30 aprile 1978, pag. 27 e 1º maggio 1978, pag. 46
- La Stampa, 30 aprile 1978, pag. 19 e 1º maggio 1978, pag. 19
- Motociclismo giugno 1978, pagg. 152-157
- Risultati della 500 su autosport.com, su autosport.com.